# Pomme Russet

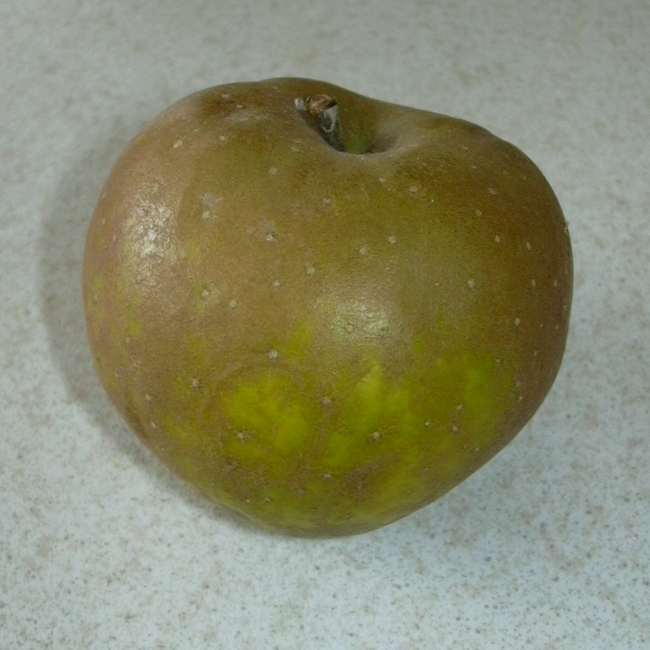
Une pomme Egremont Russet, presque entièrement couverte de russeting.

Le russeting sur les pommes est un type particulier de peau, légèrement rugueuse, avec une couleur allant habituellement du brun-verdâtre au brun-jaunâtre ou gris-roussâtre, suggérant une fine pellicule liégeuse. 

## Vue d'ensemble
Beaucoup de cultivars de pommes ont un peu de russeting naturel mais certaines en sont presque totalement recouvertes, en particulier l'Egremont Russet ou la Reinette grise du Canada. 

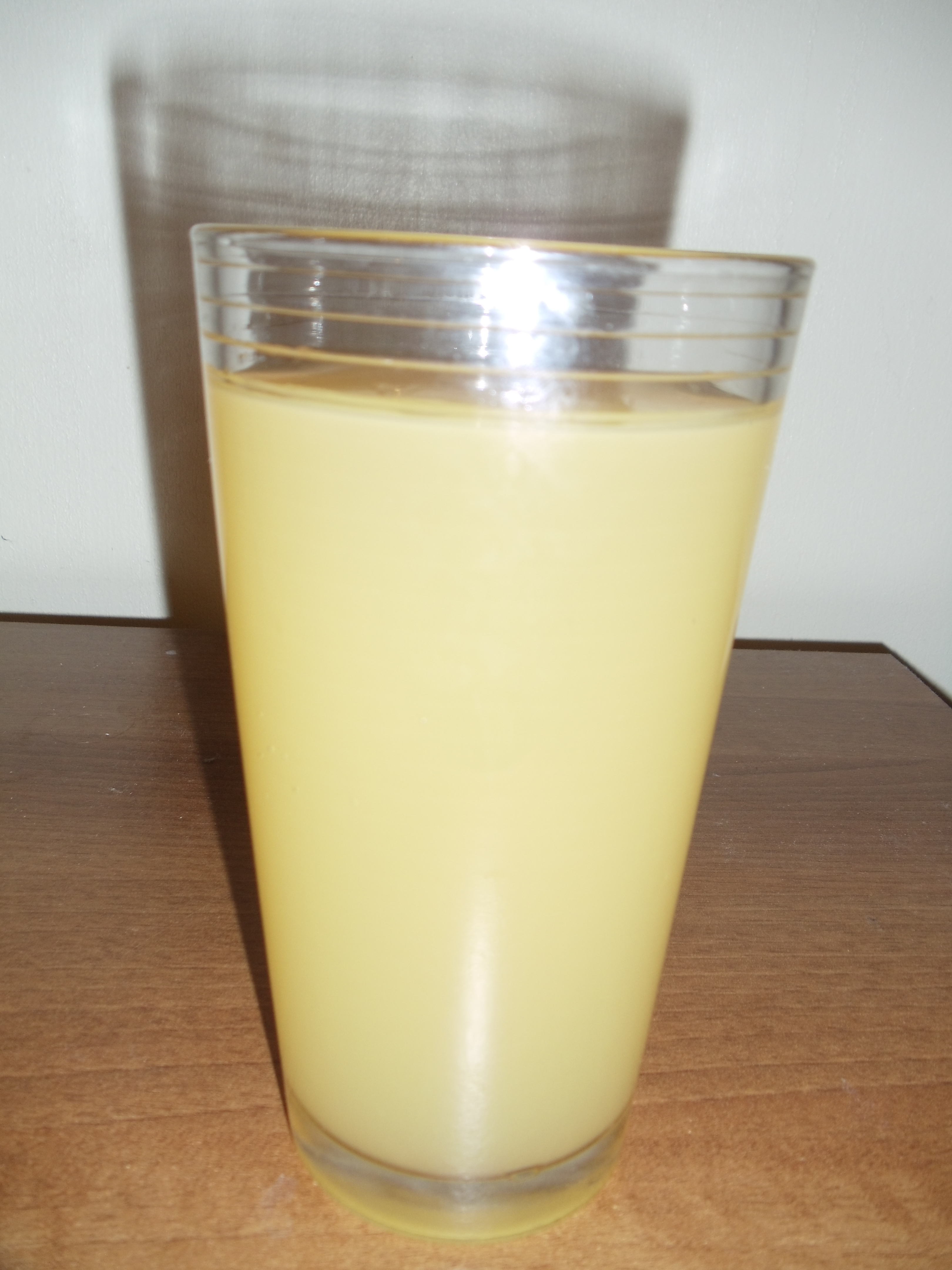
Verre de jus de pomme de Russet Bolney, (Mid Sussex, Angleterre).

Les pommes Russet procurent souvent un parfum et une saveur de noix et sont souvent très douces, sucrées. Malgré cela, les obtenteurs modernes acceptent rarement le russeting pour les nouvelles variétés de pommes. 
L'apparition du russeting peut avoir plusieurs origines  dont la météo, la maladie, les microbes et les applications agrochimiques : insecticides, fongicides et régulateurs de croissance (hormones).
Les pommes Russet s'appellent aussi "rusticoat", "russeting" et "leathercoat" (veste en cuir). La  dernière appellation est apparue à l'époque de  Shakespeare ; par exemple dans Henry IV (deuxième partie), Davy dit à Bardolph : « Il y a un plat de "leathercoats" pour vous ».

## Types de pommes russet[2]
- 'Acklam Russett'
- 'Adam's Pearmain'
- 'Blenheim Orange'
- 'Braddick's Nonpariel'
- 'Claygate Pearmain'
- 'Egremont Russet'
- 'Golden Russet' ou 'Reinette du Canada'
- 'Merton Russet'
- 'Reinette grise du Canada'
- 'Ribston Pippin'
- 'Rosemary Russet'
- 'Ross Nonpariel'

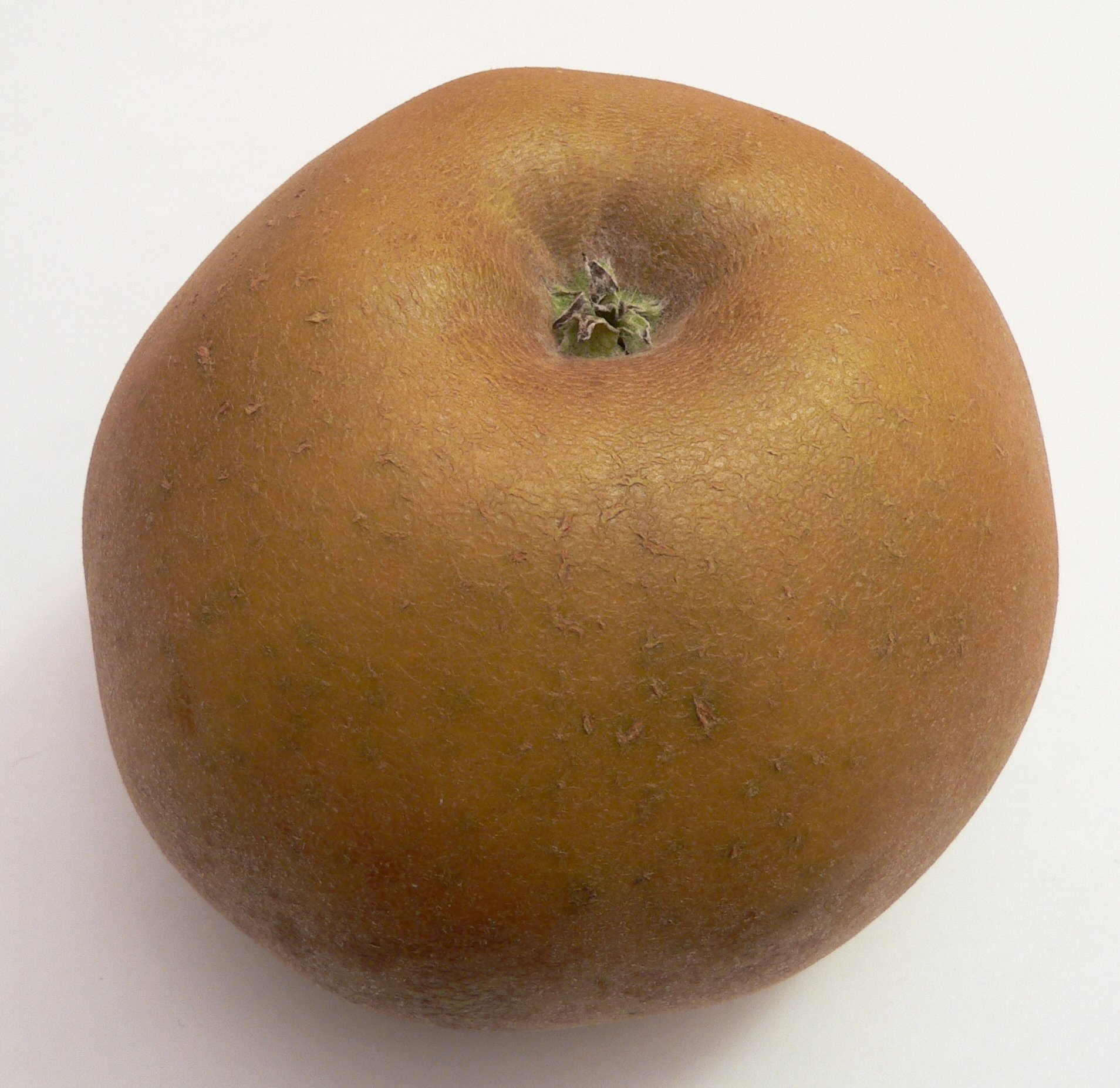
Pomme reinette grise du Canada, naturellement recouverte de russeting.

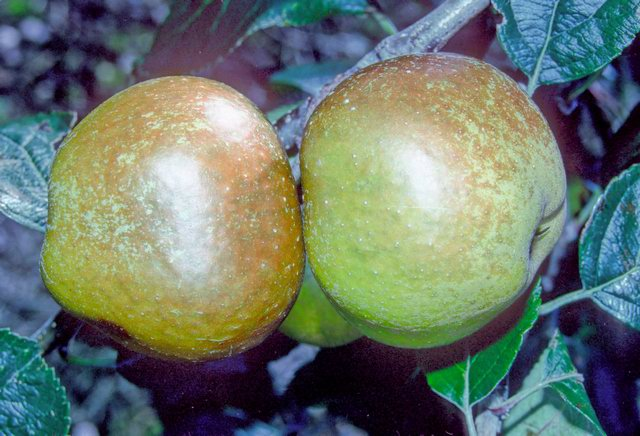
Rosemary Russet, touchée de russeting.

- 'Roxbury Russet' (aussi connue sous le nom de Boston Russet)
- 'Rudford Russet'
- 'St. Edmund's Pippin'
- 'Sam Young'
- 'Tydeman's Late Orange'
- 'Winston'

## Source
- (en) Cet article est partiellement ou en totalité issu de l’article de Wikipédia en anglais intitulé « Russeting » (voir la liste des auteurs).